# Carl von Ossietzky
Carl von Ossietzky (Hamburg, 3 oktober 1889 – Berlijn, 4 mei 1938) was een Duitse journalist, pacifist en democraat, en een boegbeeld van het verzet tegen Hitler.

## Biografie

### Jeugd
Carl von Ossietzky werd geboren op 3 oktober 1889 in Hamburg als zoon van een protestantse vader en katholieke moeder. Zijn vader stierf reeds toen Carl 2 jaar was. Op academisch gebied was hij geen hoogvlieger en hij verliet de Realschule zonder diploma op 17-jarige leeftijd om als ambtenaar aan de slag te gaan.

### Pacifist
Na militaire dienst tijdens de Eerste Wereldoorlog, onder meer in de slag om Verdun, was Ossietzky overtuigd pacifist en democraat geworden. Enkele jaren later was hij secretaris van de Deutsche Friedensgesellschaft en trachtte door middel van publicaties en voordrachten het Duitse volk een 'vredesbewustzijn' bij te brengen. Hij werd redacteur van de Berliner Volkszeitung en in 1926 hoofdredacteur van de Weltbühne, waarvan hij samen met Kurt Tucholsky ook de uitgever was. Daarmee had hij een belangrijke spreekbuis voor zijn verzet tegen de heimelijke Duitse herbewapening die in strijd was met het Verdrag van Versailles. Ossietzky was gehuwd met de Engelse Maud Woods.

### Vervolging
Door zijn uitgesproken pacifistische meningen kwam von Ossietzky geregeld met de gevestigde machten in aanvaring. In 1913 gaf hij in een artikel sterke kritiek op een pro-militair vonnis van de rechtbank van Erfurt. Dit resulteerde in de aanklacht van belediging van het algemeen goed. Deze klacht kreeg geen verder gevolg dankzij een schikking die door zijn vrouw met de rechtbank werd getroffen. In 1927 publiceerde de krant Die Weltbühne, waar von Ossietzky toen hoofdredacteur van was, een artikel over de verborgen Duitse herbewapening, wat inging tegen het Verdrag van Versailles uit 1919. Deze keer werd von Ossietzky wel veroordeeld, voor smaad, en ging hij voor een maand de gevangenis in. Twee jaar later, in augustus 1929, werd hij een tweede maal veroordeeld voor gelijkaardige feiten. Deze keer was de straf 18 maanden gevangenisstraf. Van die 18 maanden moest hij er uiteindelijk door een amnestiewet slechts 7 uitzitten. Door de opkomst van het nazisme op het eind van de jaren 20, een ideologie die zeer nationalistisch is, kwam het pacifistische gedachtegoed nog meer in de verdrukking. Dit leidde uiteindelijk in 1933 tot de arrestatie van von Ossietzky. Hij werd in de lente van 1934 naar het concentratiekamp Esterwegen gestuurd, waar hij zwaar mishandeld werd. Hij liep in het kamp ook tuberculose op. Onder zware internationale druk liet het naziregime Von Ossietzky eerst, in mei 1936, naar de gewone gevangenis van Berlijn overbrengen. Kort daarop, mogelijkerwijs als "gebaar" naar het buitenland, in verband met het feit, dat te Berlijn de Olympische Spelen plaatsvonden, werd hij vrijgelaten, maar hij bleef onder observatie van de Gestapo. Uiteindelijk zou Von Ossietzky in 1938 aan de gevolgen van de mishandelingen in Kamp Esterwegen, gecombineerd met de tuberculose, in een Berlijns ziekenhuis sterven.

### Erkenning
In 1935 kreeg Von Ossietzky de Nobelprijs voor de Vrede. Die toekenning was een impuls voor de internationale campagne om hem vrij te krijgen. Hij kreeg geen toestemming om zijn prijs in Zweden op te halen waardoor deze niet kon worden uitgereikt. Het reglement bepaalt dat de laureaat of zijn familie de prijs in Stockholm in ontvangst moet nemen. Vanaf die tijd verboden de nazi's elke Duitser het ophalen en daarmee erkennen van de Nobelprijs.
Na lang touwtrekken werd in 1992 de universiteit in Oldenburg naar Carl von Ossietzky genoemd. De universiteit koos deze verzetsstrijder onder meer wegens zijn internering in het nabijgelegen kamp Esterwegen.

### Overlijden
Von Ossietzky werd in 1938 ziek. Hij leed aan een terminale vorm van tuberculose. Op 4 mei 1938 overleed Von Ossietzky in het ziekenhuis.